# Бойд, Тайлер (футболист)
Тайлер Доминик Бойд (англ. Tyler Dominic Boyd; 30 декабря 1994, Тауранга, Новая Зеландия) — новозеландский и американский футболист, нападающий клуба «Нэшвилл» и сборной США. Также выступал за сборную Новой Зеландии. Серебряный призёр Золотого кубка КОКАКАФ 2019.

## Биография
Бойд обладает гражданством США и Новой Зеландии. Он родился в новозеландском городе Тауранга в семье новозеландца и американки. До 10 лет жил в Санта-Инес, штат Калифорния, но позже вернулся в Новую Зеландию. Учился футболу в академии Olé Football.

### Клубная карьера
На взрослом уровне дебютировал в сезоне 2011/2012 в составе клуба «Уайкато», за который отыграл 14 матчей и забил 4 гола в чемпионате Новой Зеландии, параллельно играл за «Мелвилл Юнайтед» в Северной лиге. Летом 2012 года подписал контракт с «Веллингтон Феникс», новозеландским клубом, выступающем в чемпионате Австралии. На протяжении двух сезонов являлся твёрдым игроком основы, но в сезоне 2014/2015 потерял место в составе и сыграл за команду лишь в 4 матчах чемпионата. В то же время он был отправлен в фарм-клуб «Феникса», выступающий в чемпионате Новой Зеландии, за который провёл 6 матчей и забил 10 голов, что позволило ему (на равне с двумя другими игроками) стать лучшим бомбардиром лиги.
Летом 2015 года подписал контракт с португальским клубом «Витория Гимарайнш». В первый сезон в новом клубе провёл за команду 2 матча в чемпионате Португалии, но большую часть времени выступал за фарм-клуб «Витории» во второй лиге. Дебютировал в основном составе 17 января 2016 года в матче 18-тура против «Порту», в котором вышел на поле в стартовом составе и был заменён на 63-й минуте, на 61-й минуте отметился предупреждением. В следующий раз появился на поле в матче 19-го тура, но в дальнейшем в заявку основной команды не попадал. Следующий сезон целиком провёл в Сегунде за «Виторию B» и не привлекался к матчам главной команды. Сезон 2017/18 провёл в аренде в клубе высшей португальской лиги «Тондела», в составе которой провёл 27 матчей и забил 5 голов. Вернувшись из аренды, начал сезон в главной команде своего клуба, в осенней части сезона провёл за «Виторию» 10 матчей в чемпионате, а также 3 матча в кубковых соревнованиях, в одном из которых отметился голом. Тем не менее, во второй части сезона игрок вновь был отдан в аренду, на этот раз в клуб турецкой Суперлиги «Анкарагюджю», где отыграл 14 матчей и забил 6 голов. После окончания аренды подписал четырёхлетний контракт с другим турецким клубом «Бешикташ».
20 февраля 2023 года Бойд присоединился к клубу MLS «Лос-Анджелес Гэлакси», подписав однолетний контракт до конца сезона 2023. Дебютировал за «Гэлакси» 4 марта в стартовом матче клуба в сезоне против «Далласа», отыграв 19 минут после выхода на замену. 16 апреля в дерби против ФК «Лос-Анджелес» забил свой первый гол за «Гэлакси». По окончании сезона 2023 «Лос-Анджелес Гэлакси» предложил Бойду новый контракт.
30 декабря 2023 года Бойд был обменян в «Нэшвилл» на два места иностранного игрока и $150 тыс. в общих распределительных средствах, а также ещё до $625 тыс. в общих распределительных средствах при условии достижения им определённых показателей, и подписал с клубом контракт до конца сезона 2026 с опцией продления на сезон 2027. Дебютировал и забил свой первый гол за «Нэшвилл» 22 февраля 2024 года в матче Кубка чемпионов КОНКАКАФ против доминиканского клуба «Мока».

### Карьера в сборной

#### Новая Зеландия
В 2013 году в составе молодёжной сборной Новой Зеландии принимал участие в чемпионате Океании до 20 лет. Турнир состоял из одной группы на 5 команд, где каждая играет с каждой по одному матчу, и не предусматривал розыгрыш плей-офф. Сборная Новой Зеландии заняла первое место в группе, набрав 12 очков, и таким образом стала победителем турнира, а сам Тайлер Бойд принял участие во всех четырёх встречах и отметился забитым голом в матче первого тура против Папуа — Новой Гвинеи.
Летом того же года Бойд был включён в заявку сборной на молодёжный чемпионат мира, где принял участие во всех трёх матчах группового этапа, однако сборная Новой Зеландии не набрала ни одного очка и вылетела с турнира, заняв последнее место в своей группе.
5 марта 2014 года дебютировал за взрослую сборную Новой Зеландии в товарищеском матче со сборной Японии, в котором провёл на поле все 90 минут. Всего в течение года Бойд провёл за Новую Зеландию 5 матчей. В марте следующего года вновь был вызван в сборную на товарищеский матч, однако на поле не появился. В дальнейшем в сборную не вызывался.

#### США
18 мая 2019 года ФИФА одобрила смену футбольного гражданства для игрока, а уже 22 мая Бойд был включён в расширенный список сборной США для подготовки к Золотому кубку КОКАКАФ 2019. 6 июня попал в окончательный состав сборной на Золотой кубок.
Дебютировал за сборную США 9 июня 2019 года в товарищеском матче со сборной Венесуэлы, выйдя в стартовом составе и отыграв 62 минуты.
На Золотом кубке КОНКАКАФ США стартовали с крупной победы над сборной Гайаны 4:0, причём два гола в этом матче Бойд записал на свой счёт. Также он выходил на поле в двух оставшихся матчах группового этапа и в игре ¼ финала против Кюрасао, но в полуфинале и финале остался на скамейке запасных. В финальном матче сборная США уступила сборной Мексики со счётом 0:1 и стала серебряным призёром турнира.

## Достижения
сборная Новой Зеландии U-20
- Победитель молодёжного чемпионата Океании: 2013

 сборная США
- Финалист Золотого кубка КОНКАКАФ: 2019

### Личные достижения
- Лучший бомбардир чемпионата Новой Зеландии: 2014/2015 (по 10 голов вместе с Томом Джексоном и Сином Лавмором)